# Sielanka (obraz Józefa Chełmońskiego)
Sielanka (Sielanka. Po burzy, Przed burzą) – obraz olejny autorstwa Józefa Chełmońskiego, namalowany w 1885 roku.

## Historia

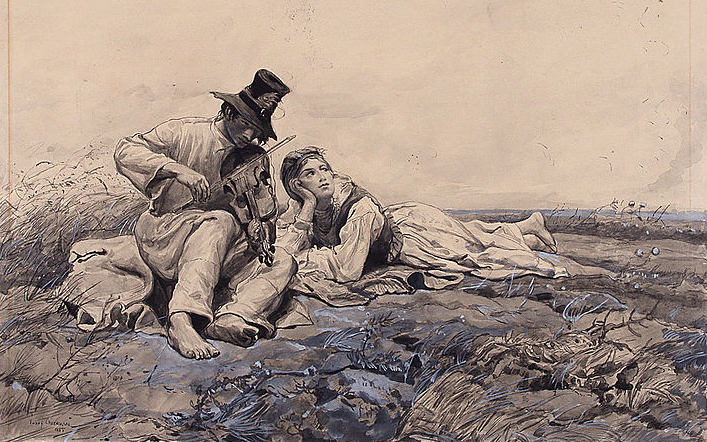
Rysunek Józefa Chełmońskiego powstały na podstawie obrazu

Płótno powstało w 1885 roku. Artysta w liście do Marcina Olszyńskiego z 7 października 1885 roku wspominał o reprodukcji dzieła w „Kłosach”, określił go tytułem Grajek z dziewczyną. Józef Chełmoński znał Helenę Modrzejewską, która twierdziła, że pomogła mu zdobyć wykształcenie; możliwe, że był to powód, dla którego artysta podarował aktorce Sielankę (w źródłach można natrafić na informację, że obraz został podarowany przez autora artystce z okazji ślubu z Karolem Chłapowskim, jednak ów ślub nastąpił w 1868 roku, a więc niemal dwadzieścia lat przed powstaniem obrazu). Modrzejewska mogła jednak nabyć ten obraz drogą kupna; była w jego posiadaniu już w 1885 roku. 
Obraz wisiał w jej rezydencji Forest of Arden w Anaheim w Kalifornii. Do jej śmierci i był traktowany jako najcenniejsze płótno w jej kolekcji. Obraz został następnie ofiarowany muzeum przez zarząd majątku Amadeusa Gustavusa Langenbergera. Obraz znajduje się Bowers Museum w Santa Ana w Stanach Zjednoczonych. Był prezentowany w Polsce w 2009 roku na wystawie pt. Helena Modrzejewska (1840 – 1909). Z miłości do sztuki w Muzeum Historycznym Miasta Krakowa z okazji 100. rocznicy śmierci Heleny Modrzejewskiej.
Według obrazu artysta sporządził rysunek pt. Przed burzą, który został przedrukowany w czasopiśmie ilustrowanym „Wędrowiec” w 1886 roku; rysunek znajduje się w zbiorach Muzeum Narodowego w Warszawie.

## Charakterystyka
Obraz namalowany techniką olejną na płótnie, o wymiarach 71 na 117 cm. Dzieło przedstawia dwoje ludzi: chłopa i chłopkę, podczas odpoczynku. Młody mężczyzna gra na skrzypcach, a kobieta słucha jego gry i zamyślona, kieruje spojrzenie w dal.